# Heliga Treenighetens kyrka, Blon
Heliga Treenighetens kyrka (belarusiska: Свята-Троіцкая царква/Svjata-Troitskaja tsarkva) är en belarusisk-ortodox träkyrkobyggnad belägen i agropolisen Blon i Minsks voblast i centrala Belarus.
Kyrkan är helgad åt Treenigheten.

## Historia
Heliga Treenighetens kyrka i Blon byggdes under 1826 av träbjälkar på platsen för en tidigare kyrka som förstördes i en brand 1820.
1873 genomgick kyrkan en stor renovering på bekostnad av bland annat den lokala församlingens medlemmar på 5 975 rubel.
Under 1930-talet tjänstgjorde prästen Alexander Shylaj, född 1879 i Slutsk, i denna kyrka. 1937, cirka två år efter att kyrkan stängdes ner och dess klockor togs bort i augusti 1935, organiserade han en insamling av namnteckningar för att kyrkan skulle byggas upp igen. Den 6 augusti samma år arresterades Alexander och sköts till döds, för att han hade blivit anklagad för ''antisovjetisk agitation''. Shylajs familj deporterades och han förklarades även postumt som en helig martyr.

## Kyrkobyggnaden
Kyrkan har tre skepp och dess absid är femkantig.

## Bilder

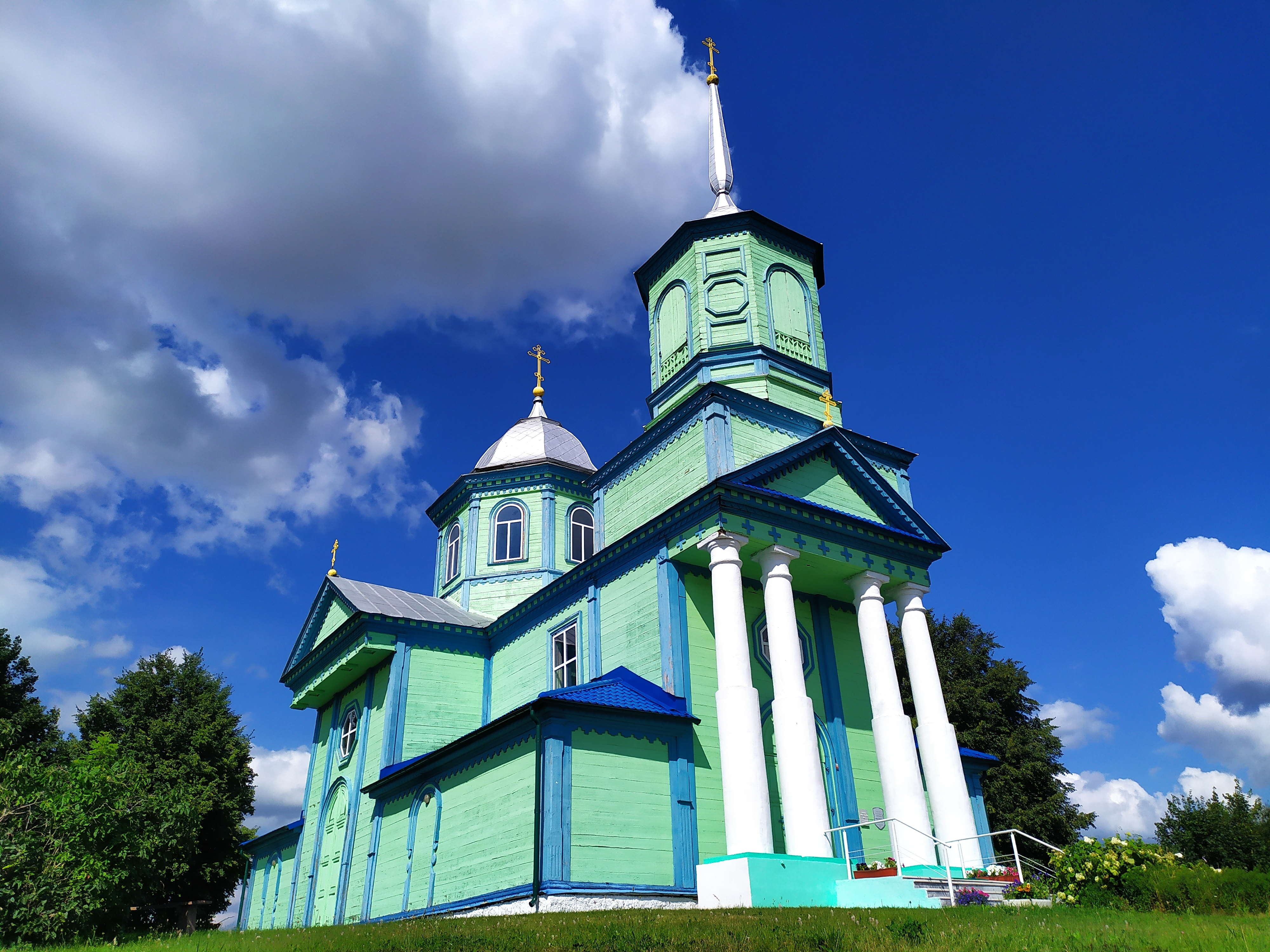
Kyrkans framsida.
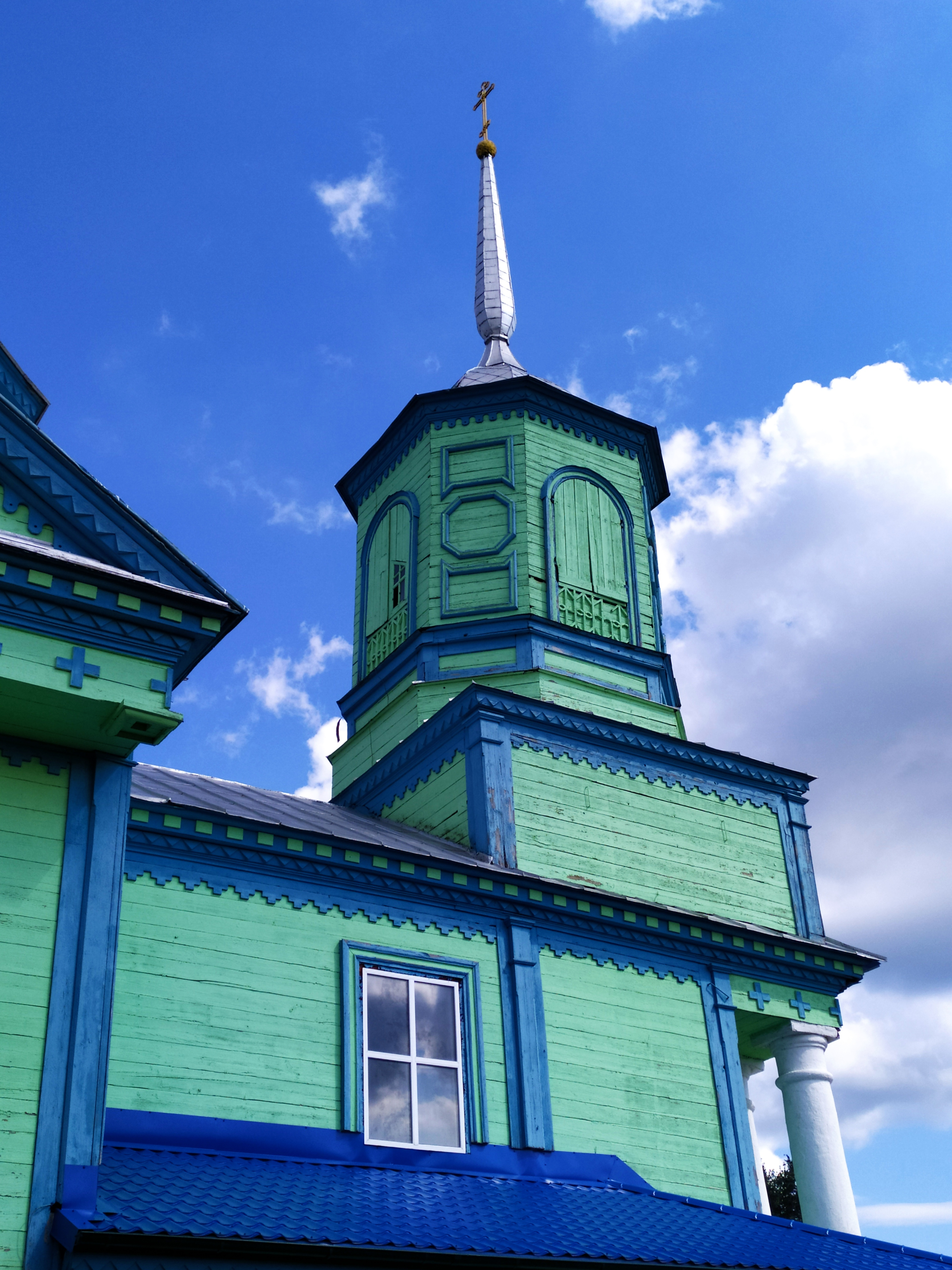
Närmare bild på klocktornet.